# Dicranomyia flavohumeralis
Dicranomyia flavohumeralis är en tvåvingeart som först beskrevs av Alexander 1931.  Dicranomyia flavohumeralis ingår i släktet Dicranomyia och familjen småharkrankar. Inga underarter finns listade i Catalogue of Life.